# Selnica ob Dravi
Selnica ob Dravi – wieś w Słowenii, siedziba gminy Selnica ob Dravi. W 2018 roku liczyła 1330 mieszkańców.